# Verbena balansae
Verbena balansae — вид трав'янистих рослин родини Вербенові (Verbenaceae), поширений у пн.-сх. Аргентині, Бразилії, Парагваї. 

## Опис
Ця багаторічна рослина деревна на основі, але трав'яниста вище, до 50 см заввишки, стебла і гілки прямовисні, іноді опущені в основі, запушені короткими жорсткими розсіяними залозистими волосками. Листки довжиною 10–20 мм, 0.2–1 мм завширшки. Квіткові приквітки 3–6.5 мм; чашечка довжиною 4.5–7.5 мм; віночок довжиною 5.5–8 мм, блідо-блакитний або бузковий, переходить у фіолетовий.

## Поширення
Вид поширений у Південній Америці: пн.-сх. Аргентина, Бразилія, Парагвай.
Він мешкає в сухих полях і луках, а також знаходиться в затоплених районах.